# Carl Wedl

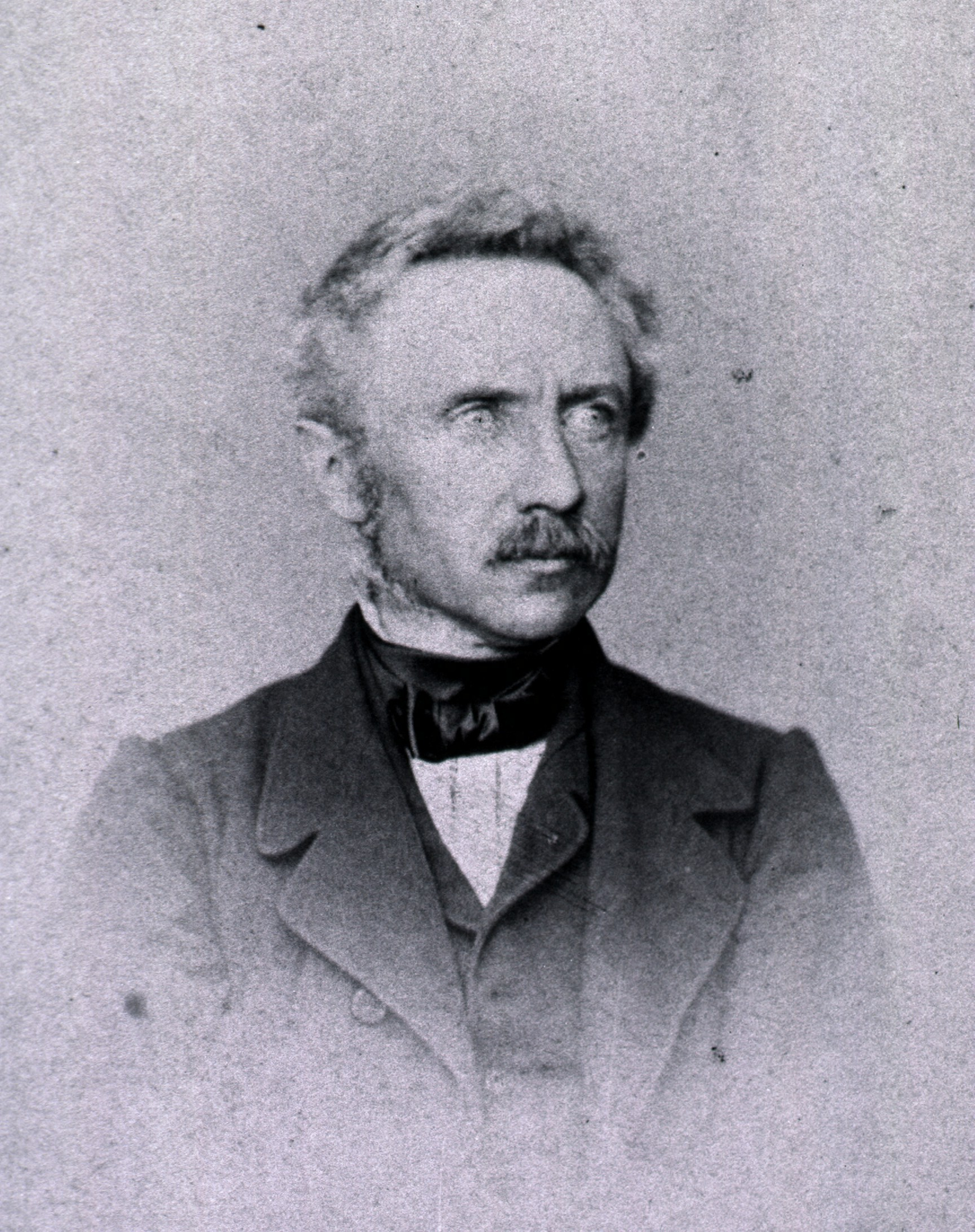
Carl Wedl

Carl Wedl (* 14. Oktober 1815 in Wien; † 21. September 1891 ebenda; auch Karl Wedl) war ein österreichischer Pathologe.
Nach seinem Studium und 1841 erfolgter Promotion in Wien war Wedl zunächst praktisch tätig. Im Anschluss an eine Wissenschaftszwecken dienende Reise nach Frankreich und England nahm er 1844 in Wien histologische Untersuchungen auf und wurde als Schüler von Carl von Rokitansky 1849 habilitiert. Als zunächst außerordentlicher (ab 1853) und später ordentlicher (ab 1872) Professor für Histologie an der Universität Wien war er erster Lehrstuhlinhaber für Histologie im deutschen Sprachgebiet.
Im Jahr 1910 wurde in Wien-Landstraße (3. Bezirk) die Wedlgasse nach ihm benannt.

## Werke
- Beiträge zur Lehre von den Hämatozoen, 1850
- Beiträge zur Anatomie des zweibuckeligen Kameeles (Camelus bactrianus), 1852 (mit Franz Müller)
- Grundzüge der pathologischen Histologie, 1854
- Über das Nervensystem der Nematoden 1855
- Über einige Nematoden, 1856
- Charakteristik mehrerer grössentheils neuer Tänien, 1856
- Über ein in den Mägen des Rindes vorkommendes Epiphyt 1858
- Anatomische Beobachtungen über Trematoden, 1858
- Über die Bedeutung der in den Schalen von manchen Acephalen und Gasteropoden vorkommenden Canäle, 1859
- Beiträge zur Pathologie der Blutgefässe, 1859
- Über einen im Zahnbein und Knochen keimenden Pilz, 1864
- Atlas zur Pathologie der Zähne, 1869 (mit Moritz Heider)
- Über die Haut-Sensibilitätsbezirke der einzelnen Rückenmarksnervenpaare, 1869 (mit Ludwig Türck)
- Pathologie der Zähne, mit besonderer Rücksicht auf Anatomie und Physiologie, 1870
- Histologische Mittheilungen. Zur Anatomie der Milz, 1871
- Zur pathologischen Anatomie des Glaukoms, 1882
- Der Aberglaube und die Naturwissenschaften, 1883
- Pathologische Anatomie des Auges, 1886